# Franz Kiggelaer
François, Franciscus, o Franz Kiggelaer (1 de diciembre de 1648 – 21 de diciembre de 1722) fue un botánico neerlandés, boticario y curador del jardín botánico de Simon van Beaumont, en Leiden. En 1690 publica un catálogo florístico de ese jardín bajo el título: "Horti Beaumontiani: Exoticarum Plantarum Catalogus ...".
Fue colaborador con Frederik Ruysch en el primer volumen de Jan Commelijn: "Horti Medici Amstelodamensis Rariorum" que aparece en 1697 y se ocupaba principalmente de las plantas de las Indias Orientales y de las Indias Occidentales. Fue un texto ilustrado, con un texto en neerlandés y en latín, de las plantas que crecían en el jardín de Beaumont. Se prepararon acuarelas de 420 plantas durante el periodo 1686 a 1709 por un número de artistas, mayormente Jan y Maria Moninckx, y contribuciones menores de Helena Herolt y de Alida Withoos.

## Honores

### Epónimos
Linneo nombró el género Kiggelaria L. 1753, de la familia Achariaceae, en su honor.

## Publicaciones
- Horti medici amstelodamensis rariorum tam Orientalis :quam Occidentalis Indiæ, aliarumque peregrinarum plantarum, magno studio ac labore, sumptibus Civitatis amstelodamensis, longâ annorum serie collectarum, descriptio et icones ad vivum æri incisæ /auctore Joanne Commelino. Opus posthumum, latinitate donatum, notisque & observationibus illustratum, à Frederico Ruyschio & Francisco Kiggelario.
- Horti Beaumontiani: Exoticarum Plantarum Catalogus.... 1690

- La abreviatura «Kiggel.» se emplea para indicar a Franz Kiggelaer como autoridad en la descripción y clasificación científica de los vegetales.[2]